# Raymond Coulibaly
Raymond Coulibaly (ur. 25 marca 1942) – malijski judoka. Olimpijczyk z Monachium 1972, gdzie zajął 33. miejsce w wadze średniej.
Uczestnik mistrzostw świata w 1971 roku.

## Letnie Igrzyska Olimpijskie 1972
| Konkurencja | Eliminacje            | Klas. końcowa |
| Konkurencja | Przeciwnik 1          | Miejsce       |
| ----------- | --------------------- | ------------- |
| 80 kg       | Chang Ping-ho (TPE) P | 33.           |